# Persona 4: Arena
Pour le jeu vidéo de rôle, voir Shin Megami Tensei: Persona 4.
Persona 4: Arena (ペルソナ4 ジ・アルティメット イン マヨナカアリーナ, Persona 4: The Ultimate in Mayonaka Arena) est un jeu vidéo de combat développé par Arc System Works et édité par Atlus. Il est en développement sur borne d'arcade, PS3 et Xbox 360. Il s'agit d'un dérivé du jeu Shin Megami Tensei: Persona 4.

## Synopsis
Le scénario prend place à Inaba, 2 mois après la fin de l'aventure RPG, le Midnight Channel est toujours actif et les protagonistes du jeu vont devoir se battre durant un tournoi organisé par Teddie pour pouvoir s'en sortir.

## Personnages
- Yu Narukami

Persona : Izanagi et Izanagi-no-Okami
- Chie Satonaka

Persona : Tomoe
- Yosuke Hanamura

Persona : Jiraiya
- Yukiko Amagi

Persona : Konohana Sakuya
- Kanji Tatsumi

Persona : Takemikazuchi
- Teddie

Persona : Kintoki Douji
- Naoto Shirogane

Persona : Sukuna Hikona

## Accueil
- Famitsu : 36/40[2]
- Jeuxvideo.com : 16/20[3]